# Electronic Entertainment Expo 2009

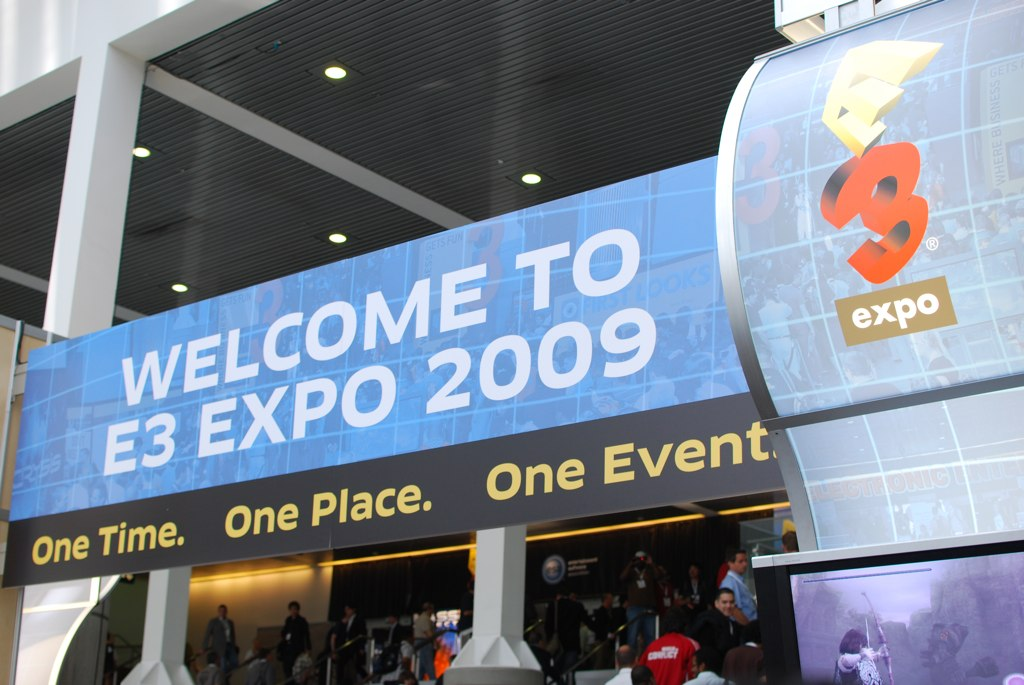
Electronic Entertainment Expo 2009

Electronic Entertainment Expo 2009 – 15. edycja targów poświęconych grom komputerowym – Electronic Entertainment Expo, która odbyła się w dniach 2 – 4 czerwca 2009 w hali Los Angeles Convention Center w Los Angeles. Targi odbywały się pod patronatem organizacji Entertainment Software Association (ESA).

## Gry, które pojawiły się na E3 2009
| Xbox 360 - Crackdown 2 - Forza Motorsport 3 - Halo: Reach - Modern Warfare 2 (także na PS3 i PC) - Halo 3 ODST - Left 4 Dead 2 (także na PC) - Perfect Dark (Xbox LIVE Arcade) - Shadow Complex (Xbox LIVE Arcade) - Project Natal - Facebook na Xbox LIVE - Twitter na Xbox LIVE - Last.fm na Xbox LIVE | Wii - Metroid: Other M - New Super Mario Bros. Wii - Super Mario Galaxy 2 - Wii Fit Plus - Wii Sports Resort - Wii Vitality Sensor Nintendo DS - Golden Sun DS - The Legend of Zelda: Spirit Tracks - Mario & Luigi: Bowser’s Inside Story - Scribblenauts - Kingdom Hearts 358/2 Days PC - Mafia 2 - APB - Star Wars: The Old Republic | PlayStation 3 - Agent - Final Fantasy XIV (także na PC) - The Last Guardian - ModNation Racers - MAG - Heavy Rain - Assassin’s Creed II (także na 360 i PC) - Ratchet & Clank Future: A Crack in Time - White Knight Chronicles - Gran Turismo 5 - God of War III - Uncharted 2: Pośród złodziei - PlayStation Move - 50 innych nowych gier PSOne Classics PlayStation Portable - PlayStation Portable Go - Gran Turismo Mobile - Metal Gear Solid: Peace Walker - Resident Evil Portable - Jak and Daxter: The Lost Frontier | Capcom - Tatsunoko vs. Capcom: Ultimate All Stars (Wii) Electronic Arts - Crysis 2 (PC, PS3, X360) Konami - Metal Gear Solid: Rising (PC, PS3, X360) - Castlevania: Lords of Shadow (PS3, X360) MTV Games - The Beatles: Rock Band (PS3, Wii, X360) Square Enix - Front Mission Evolved (PC, PS3, X360) - Nier (PS3, X360) - Supreme Commander 2 (PC, X360) THQ - WWE Smackdown vs. Raw 2010 (PC, PS3, X360, DS, PS2, Wii, PSP, Tel. komórkowe) |

## Lista poszczególnych wydawców gier
| - 2K Games - Activision - Atlus - Bethesda - Blizzard - Capcom - Codemasters - Disney | - Eidos - EA - Ignition - Koei - Konami - LucasArts | - Microsoft - MTV Games - Namco Bandai - Nintendo - Paradox - Rockstar - Sega - SNK Playmore | - Sony - Square Enix - Tecmo - THQ - Ubisoft - Warner Bros. - Valve |

Oprócz powyższych wydawnictw, uczestniczyć miał także inny wydawca gier – Atari, korporacja ta zrezygnowała w ostatniej chwili. Przyczyna nie była jasna.

## Nagrody
| Najlepsza gra akcji                                                                                       | Najlepsza bijatyka |
| --- | --- |
| - Alan Wake - Brutal Legend - God of War III - Splinter Cell Conviction - Uncharted 2: Pośród złodziei    | - Tatsunoko vs. Capcom: Ultimate All-Stars - Dissidia: Final Fantasy - King of Fighters XII - Marvel Vs. Capcom 2 - Tekken 6            |
| Najlepsza gra muzyczna                                                                                    | Najlepsza gra na platformę |
| - DJ Hero - Beatles Rock Band - Def Jam Rapstar - Karaoke Revolution                                      | - LittleBigPlanet (PSP) - Drawn to Life: The Next Chapter - Jak & Daxter: The Lost Frontier - New Super Mario Bros. Wii - 'Splosion Man |
| Najlepsza gra wyścigowa                                                                                   | Najlepsza gra RPG |
| - Forza Motorsport 3 - Gran Turismo (PSP) - Dirt 2 - Mod Nation Racers - Need for Speed: Shift            | - Mass Effect 2 - Alpha Protocol - Dragon Age: Origins - Final Fantasy XIII - White Knight Chronicles                                   |
| Najlepsza strzelanka                                                                                      | Najlepsza gra sportowa |
| - Call of Duty: Modern Warfare 2 - Halo: ODST - Left 4 Dead 2 - Lost Planet 2 - Red Steel 2               | - Fight Night Round 4 - FIFA 10 - Madden NFL 10 - Tiger Woods 10 - Wii Sports Resort                                                    |
| Najlepsza strategia                                                                                       | Najlepsza technologia graficzna |
| - Supreme Commander 2 - East India Company - Hearts of Iron 3 - Order of War - R.U.S.E.                   | - Uncharted 2: Pośród złodziei - Assassin’s Creed 2 - Alan Wake - God of War III - Mass Effect 2                                        |
| Najlepsze zaprojektowanie artystyczne                                                                     | Najlepsza prezentacja nie-grywalna |
| - The Last Guardian - Assassin’s Creed 2 - Brutal Legend - Muramasa: The Demon Blade - The Saboteur       | - The Last Guardian - Crackdown 2 - Gran Turismo 5 - Metroid: Other M - Super Mario Galaxy 2                                            |
| Najlepsza gra na PC                                                                                       | Ogólna gra targów |
| - Star Wars: The Old Republic - Dragon Age: Origins - Left 4 Dead 2 - Mass Effect 2 - Supreme Commander 2 | - Scribblenauts - Alan Wake - Mass Effect 2 - Call of Duty: Modern Warfare 2 - Uncharted 2: Pośród złodziei                             |